# 经藏
经藏（sūtrapiṭaka），又譯為修多羅藏、素怛纜藏，是三藏之一，指释迦牟尼诸弟子所传述的释迦在世时的说教，以及其後佛教徒称为释迦牟尼言行的著作。部派佛教的經藏指阿含經。大乘佛教的經藏包括更多典籍。

## 釋名
經（sūtra，सूत्र）舊译修多羅，原義為綖（線），表示佛陀所說的法如同絲線，能貫穿一切義。又譯作契經，上契諸佛之理，下契眾生之機，謂之契；貫穿諸法深義，攝持所化眾生，謂之經。藏（piṭaka），有蘊積、包含義，是指古時一種可盛放物品的篋（或籃子）。因為此 piṭaka 含括一切所應知、應行、應證的法義，所以 sūtrapiṭaka 意译經藏。

## 上座部佛教
根据巴利聖典，经藏共分五部。
- 長部
- 中部
- 相應部
- 增支部
- 小部
  - 小誦（英语：Khuddakapatha）、法句、自說、如是語、經集（英语：Sutta Nipata）
  - 天宫事（英语：Vimanavatthu）、餓鬼事（英语：Petavatthu）、長老偈（英语：Theragatha）、長老尼偈（英语：Therigatha）、本生
  - 義釋（英语：Niddesa）、無礙解道（英语：Patisambhidamagga）
  - 譬喻、佛種姓、行藏（英语：Cariyapitaka）

### 与阿含經的對照
| 巴利文五部尼柯耶                 | 汉译四阿含                                                                                                  |
| -------------------------------- | --- |
| 《长部》共三十四经               | 《长阿含经》共二十二卷三十经（法藏部所傳）                                                                  |
| 《中部》共一五二经               | 《中阿含经》共六十卷二二二经（说一切有部某派所傳）                                                          |
| 《相应部》共五十六相应二八七五經 | 《杂阿含经》存四十八卷一三五九经（根本说一切有部所傳） 《别译杂阿含经》存十六卷三六四经（所傳部派未有定論） |
| 《增支部》共一法乃至十一法       | 《增一阿含经》共五十一卷四七十二经（大眾部末派所傳或不明）                                                  |
| 《小部》共十五部                 | 杂藏：《法句经》、《義足經》、《本事经》、《興起行經》等                                                    |

## 漢傳佛教
智昇撰《開元釋教錄》，最後兩卷的「入藏錄」（有譯有本錄），收錄1076種，共5048卷的佛典，定下《漢譯大藏經》的內容與排序。後世藏經組織以本經錄作為參照，先大分為經、律、論藏三藏等部，又區別大小乘經論，大乘經按般若、寶積、大集、華嚴、涅槃五大部排列。
歷代漢傳大藏經以般若部為首，排序玄奘從顯慶五年（660年）至龍朔三年（663年）譯出的《大般若波羅蜜多經》最前。
漢傳佛教的經藏按《大正藏》的分法分為：
- 阿含部
- 本緣部
- 般若部
- 法華部
- 華嚴部
- 寶積部
- 涅槃部
- 大集部
- 經集部
- 密教部

## 西藏佛教
甘珠爾（བཀའ་འགྱུར）的意思是教敕譯典，指佛陀所說教法之總集，是西藏大藏經的經藏。甘珠爾包括律部、般若部、華嚴部、寶積部、經部（分大乘經與小乘經）、秘密部（分十萬怛特羅部、古怛特羅）及總目錄等，凡一百函七百餘部。
布敦主張甘珠爾分為顯教經乘與密教咒乘，經乘中又依佛陀說法時代之先後，分初、中、後三次法輪。初法輪乃佛於鹿野苑所說之四諦法與根本戒律等；中法輪為佛於靈鷲山所說之無相法，如般若經等；後法輪為佛於毗舍離城等處所說之分別法，如華嚴、寶積等經。 